# Garcinia moaensis
Garcinia moaensis är en tvåhjärtbladig växtart som först beskrevs av Johannes Bisse, och fick sitt nu gällande namn av A. Borhidi. Garcinia moaensis ingår i släktet Garcinia och familjen Clusiaceae. Inga underarter finns listade i Catalogue of Life.